# Ber roulant de Big Chute

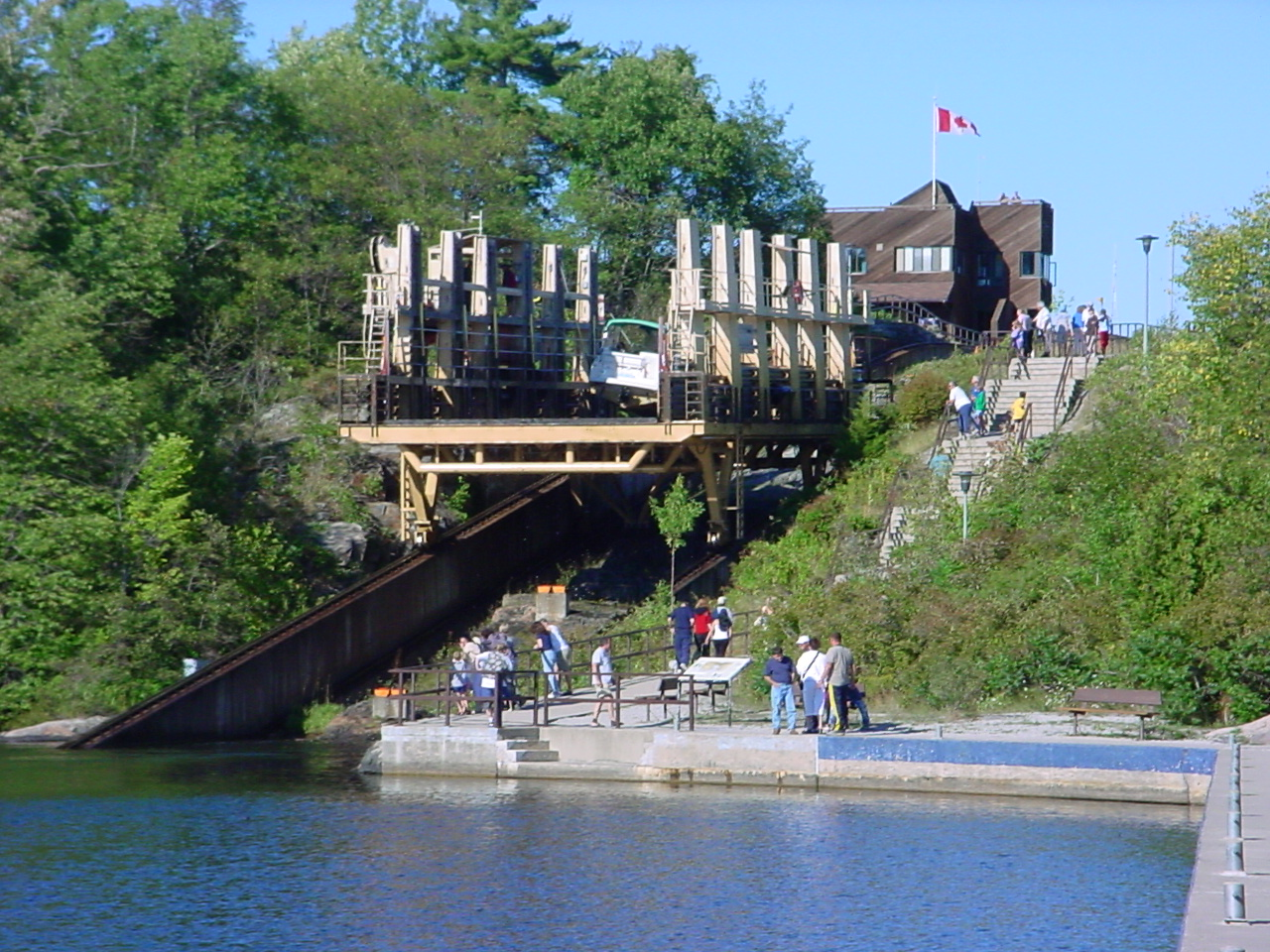
Ber roulant de Big Chute

Le ber roulant de Big Chute est l'un des ascenseurs à bateaux et l'écluse 44 de la voie navigable Trent-Severn en Ontario, Canada. Il s'agit d'un plan incliné pour bateaux à sec (sans bac).

## Historique
Un premier ouvrage fut édifié en 1917, en lieu et place d'une écluse, dont les travaux furent arrêtés pour raisons financières. Il ne permettait de transporter que de petits bateaux, créant des encombrements sur le canal.
Un ouvrage plus moderne fut édifié en 1978.
L'ouvrage actuel permet de compenser une dénivellation de 18 mètres. Le chariot est long d'environ 35 mètres pour 8 mètres de large. Il peut transporter jusqu'à 6 bateaux et 90 tonnes. 4 moteurs électriques permettent une traction par câble.